# Virgil Fox
Virgil Keel Fox (* 3. Mai 1912 in Princeton, Illinois; † 25. Oktober 1980 in Palm Beach, Florida) war ein US-amerikanischer Organist. Bekannt wurde er insbesondere durch seine „Heavy-Organ“-Konzerte, bei welchen er die Musik von Johann Sebastian Bach gekonnt mit Rock-’n’-Roll-Musik und einer ausgefeilten Lichtshow kombinierte.

## Leben und Wirken
Virgil Fox wurde am 3. Mai 1912 in Princeton (Illinois) als Sohn von Miles und Birdie Fox geboren. Bereits früh wurde das außergewöhnliche Talent des Jungen erkannt. Im Alter von zehn Jahren begleitete Virgil Fox an der Kirchenorgel den Gottesdienst in der Kirche. Mit 15 Jahren spielte er sein erstes Orgelkonzert vor 2500 Personen in der Withrow High School in Cincinnati. Mit 17 gewann er als erster Organist überhaupt den ersten Preis am Biennial Contest of the National Federation of Music Clubs in Boston.
Von 1926 bis 1930 studierte er in Chicago beim deutschen Organisten und Komponisten Wilhelm Middelschulte. Weitere Lehrer waren damals Hugh Price, Louis Robert und Marcel Dupré. 1931 erhielt er ein Stipendium am Peabody Institute of Music in Baltimore, dem ältesten Musikkonservatoriums der USA. Mit 20 Jahren spielte er fünf Orgelkonzerte ohne Noten, schloss 18 Prüfungen mit der Bestnote ab und wurde als bisher einziger Erstsemester-Student in der Geschichte des Peabody Konservatoriums mit dem Künstlerdiplom ausgezeichnet. 1936 übernahm er am Peabody Conservatory die Leitung der Orgelabteilung und amtierte an der Brown Memorial Church als Organist.
Im August und September 1938 spielte er auf einer Konzerttournee in Großbritannien und Deutschland. Fox durfte als erster nichtdeutscher Organist ein öffentliches Konzert in der Thomaskirche in Leipzig aufführen.
1942 wurde Fox von den United States Army Air Forces angeworben und führte in drei Jahren über 600 Konzerte auf, um Geld für die bewaffneten Streitmächte zu sammeln. Nach seiner Entlassung im Jahre 1946 führte Virgil Fox in drei ausverkauften Konzerten in der Library of Congress 45 Werke für Orgel auswendig auf. Im selben Jahr wurde er zum Organisten von New Yorks berühmter Riverside Church gewählt, wo er 19 Jahre lang bis 1965 – unter anderem auch unter dem musikalischen Direktor Richard Weagly – tätig war. In dieser Zeit entstanden die ersten Aufnahmen seiner Konzerte.
Virgil Fox wurde 1946 als Mitglied in die American Guild of Organists (AGO) aufgenommen. Er spielte dreimal im Weißen Haus (am Klavier). 1952 wurde er vom Auswärtigen Amt ausgewählt, die USA bei der ersten internationalen Konferenz für Kirchenmusik in Bern (Schweiz) zu vertreten. Im gleichen Jahr wurde er zudem zum beliebtesten Organisten der Vereinigten Staaten gewählt. Im Jahre 1963 erhielt er von der Bucknell University den Ehrendoktor verliehen. 1964 erhielt er vom Peabody Conservatory die angesehene Auszeichnung für ehemalige Absolventen überreicht.
Während seiner langen und brillanten Karriere gab Virgil Fox Konzerte praktisch auf allen bedeutenden Orgeln der Welt. 1936 gab er das erste bezahlte Orgelkonzert an der Kilgen-Orgel der Carnegie Hall in New York. 1962 beteiligte er sich mit E. Power Biggs und Catherine Crozier am Eröffnungskonzert der Aeolian-Skinner-Orgel in der New Yorker Philharmonic Hall im Lincoln Center. 1963 gab er dort das erste Solokonzert und produzierte die erste Aufnahme dieser neuen Orgel. Er spielte Konzerte in Westminster (Durham), Lincolns Cathedral (King’s College, Cambridge), Nôtre Dame und Ste. Clotilde (Paris) und der Marienkirche (Lübeck). 1973 spielte er vor 3000 Menschen im ausverkauften Kennedy Center for the Performing Arts in Washington, D.C. 1974 weihte er die von ihm selbst entworfene Orgel in der Rodgers Carnegie Hall ein. 1977 feierte er sein 50-jähriges Konzert-Jubiläum. Unter dem Motto „The Bach Gamut“ („Die Bach Tonleiter“) spielte er im Kennedy Center vor ausverkauften Rängen. In Tokio spielte er in der NHK Hall und führte Joseph Jongens Symphonie Concertante mit dem NHK-Sinfonieorchester auf.
Das sehr wahrscheinlich gewagteste Konzert gab Virgil Fox 1970 im Mekka der Rockmusik in New Yorks Fillmore East. Er spielte auf der Rodgers Touring Orgel Werke von Johann Sebastian Bach, kombiniert mit einer Lichtshow. Mit dem Publikum diskutierte er von der Bühne aus und brachte ihm so die Stücke näher, was zu einer völlig neuen Dimension in seinen Konzerten führte. Neun Jahre lang tourte er mit „Heavy Organ“ kreuz und quer durchs Land und gab Konzerte in verschiedenen Städten, Colleges und an Festivals. Virgil Fox muss zugeschrieben werden, dass er auf innovative und aufregende Weise die Musik Bachs der jungen Generation nähergebracht hat. Trotz der oftmaligen Ablehnung und kritischen Haltung vieler seiner Kollegen und mancher Musikkritiker, welche seinen Ansatz zu großspurig fanden.
Doch Fox war sehr erfolgreich und spielte im Lauf seiner Karriere weltweit vor mehr als sechs Millionen Zuhörern. Seit den 1930er Jahren produzierte Virgil Fox zudem mehr als 60 Aufnahmen. Viele davon wurden wiederveröffentlicht und viele Projekte sind im Gange, um bisher unveröffentlichte Aufnahmen herauszugeben. Mit Georges Prêtre und dem Paris Opera Orchestra produzierte er im Jahr 1961 die erste Aufnahme von Jongens Symphony Concertante. Seine letzte Aufnahme wurde am 6. Mai 1979 in der Riverside-Kirche aufgenommen. In der Zeit vor seinem Tod war Virgil Fox damit beschäftigt, mit Robert Hebble zusammen ein Buch über die Technik des Orgelspiels zu veröffentlichen.
Virgil Fox letzte Aufführung fand am 26. September 1980 beim Eröffnungskonzert der Dallas Symphony Saison statt. Virgil Fox starb am 25. Oktober 1980 in seinem Haus in Palm Beach in Florida. Er erlag einem Krebsleiden, gegen das er mehr als fünf Jahre lang angekämpft hatte. Die Bestattungsfeierlichkeiten fanden an seinem Wohnort in Palm Beach (Florida) und in der Crystal Cathedral (Garden Grove, Kalifornien) statt. Ein Gedenkgottesdienst wurde in der Riverside Church in New York gehalten.